# Eiðis kommun
Eiðis kommun (färöiska: Eiðis kommuna) är en kommun på Färöarna, belägen på ön Eysturoys nordvästligaste del. Kommunen har 679  invånare (2015) och omfattar orterna Eiði, Ljósá och Svínáir.
Den viktigaste näringen i kommunen är fiske.

## Befolkningsutveckling
| Befolkningsutvecklingen i Eiðis kommun 1985–2015 | Befolkningsutvecklingen i Eiðis kommun 1985–2015 | Befolkningsutvecklingen i Eiðis kommun 1985–2015 | Befolkningsutvecklingen i Eiðis kommun 1985–2015 | Befolkningsutvecklingen i Eiðis kommun 1985–2015 |
| ------------------------------------------------ | ------------------------------------------------ | ------------------------------------------------ | ------------------------------------------------ | ------------------------------------------------ |
|                                                  |                                                  |                                                  |                                                  |                                                  |
| År                                               |                                                  |                                                  | Folkmängd                                        |                                                  |
| 1985                                             | 1985                                             |                                                  | 624                                              |                                                  |
| 1990                                             | 1990                                             |                                                  | 719                                              |                                                  |
| 1995                                             | 1995                                             |                                                  | 627                                              |                                                  |
| 2000                                             | 2000                                             |                                                  | 692                                              |                                                  |
| 2005                                             | 2005                                             |                                                  | 705                                              |                                                  |
| 2010                                             | 2010                                             |                                                  | 699                                              |                                                  |
| 2015                                             | 2015                                             |                                                  | 679                                              |                                                  |
|                                                  |                                                  |                                                  |                                                  |                                                  |